# Новий Голимін
Новий Голимін (пол. Nowy Gołymin) — село в Польщі, у гміні Голимін-Осьродек Цехановського повіту Мазовецького воєводства.
Населення — 59 осіб (2011).
У 1975-1998 роках село належало до Цехановського воєводства.

## Демографія
Демографічна структура станом на 31 березня 2011 року:
|          | Загалом | Допрацездатний вік | Працездатний вік | Постпрацездатний вік |
| -------- | ------- | ------------------ | ---------------- | -------------------- |
| Чоловіки | 28      | 4                  | 22               | 2                    |
| Жінки    | 31      | 6                  | 18               | 7                    |
| Разом    | 59      | 10                 | 40               | 9                    |